# ۸-اکسوگوانین
۸-اکسوگوانین (به انگلیسی: 8-Oxoguanine) یک ترکیب شیمیایی با شناسه پاب‌کم ۱۱۹۳۱۵ است. 